# الحجر الأسود (قصة قصيرة)
"الحجر الأسود" (بالإنجليزية: The Black Stone)‏ هي قصة قصيرة كلاسيكية بقلم روبرت هوارد، نشرت لأول مرة في عدد نوفمبر 1931 من مجلة حكايات غريبة. تقدم القصة الشاعر المجنون جوستين جيفري والجماعة بلا اسم Unaussprechlichen Kulten عن طريق فريدريش فون يونزت.
من بين قصص هوارد التي يمكن أن تعتبر جزءا من حكايات كثولو، فقد كتبت كقصة داخل الحكايات بدلا من أن تكون حكاية متوافقة مع عالم لافكرافت. وهي تتبع نفس النمط ولها نفس خصائص أدب لافكرافت الكلاسيكي، وهي غمزة واضحة إلى لافكرافت نفسه، الذي كان صديق هوارد ومعلمه.